# Leitzingen
Leitzingen ist ein Ortsteil der Stadt Soltau im Landkreis Heidekreis in Niedersachsen. Die Ortschaft hat ca. 60 Einwohner.

## Geografie
Leitzingen liegt in der Lüneburger Heide westlich von Soltau. 
Durch Leitzingen verläuft die Kreisstraße 16.

## Geschichte
Am 1. März 1974 wurde Leitzingen in die Stadt Soltau eingegliedert.

## Politik
- Ortsvorsteher ist Thomas Große-Lümern.[3]